# Jordanowice (Kady)
Jordanowice – dawna część wsi Kady położonej w Polsce, w województwie mazowieckim, powiecie grodziskim, gminie Grodzisk Mazowiecki. 
W latach 1975–1998 miejscowość administracyjnie należała do województwa warszawskiego.